# Chameta
Chameta (nep. चमैता) – gaun wikas samiti we wschodniej części Nepalu w strefie Meći w dystrykcie Ilam. Według nepalskiego spisu powszechnego z 2001 roku liczył on 1082 gospodarstw domowych i 6210 mieszkańców (3161 kobiet i 3049 mężczyzn).